# Chương trình hỗ trợ các huyện nghèo
Chương trình hỗ trợ các huyện nghèo hay Chương trình 30a tên gọi đầy đủ là Chương trình hỗ trợ giảm nghèo nhanh và bền vững đối với 61 huyện nghèo, là một chương trình phát triển kinh tế - xã hội của Chính phủ Việt Nam nhằm tạo ra sự chuyển biến nhanh về đời sống vật chất và tinh thần cho các hộ nghèo, người các dân tộc thiểu số ở 64 huyện nghèo trong cả nước (những huyện có tỷ lệ hộ nghèo trong tổng số hộ của huyện lớn hơn 50%) sao cho đến năm 2020 có thể ngang bằng với các huyện khác trong khu vực. Ngày 27 tháng 12 năm 2008, Chính phủ Việt Nam ra Nghị quyết số 30a/2008/NQ-CP bắt đầu chính thức triển khai Chương trình này. Ngày 12 tháng 2 năm 2009, Chính phủ tổ chức tại thành phố Thanh Hóa một hội nghị triển khai Nghị quyết nói trên.

## Khái quát
Theo thống kê của Bộ Lao động, thương binh và xã hội, đến cuối năm 2006 toàn Việt Nam còn 58 huyện (thuộc 19 tỉnh) có tỷ lệ hộ nghèo trong tổng số hộ của huyện trên 50%. Những thay đổi về hành chính (chia tách huyện) sau đó đã đưa số huyện nghèo lên thành 61 huyện (thuộc 20 tỉnh). 61 huyện nghèo bao gồm 797 xã và thị trấn, phần lớn tại khu vực miền núi và biên giới. Tỷ lệ hộ nghèo ở đây cao gấp 3,5 lần mức bình quân của cả nước. Dân số các huyện nghèo là 2,4 triệu người, trong đó có tới 90% là người các dân tộc thiểu số. Thu nhập bình quân đầu người ở đây chỉ khoảng 2,5 triệu đồng/năm, có được chủ yếu là nhờ sản xuất nông nghiệp lạc hậu. Với mức thu ngân sách bình quân hàng năm là 3 tỷ đồng, chính quyền huyện không đủ nguồn lực tài chính để xóa đói giảm nghèo cho các hộ.
Đầu 2018, Thủ tướng Chính phủ Việt Nam đã phê duyệt danh sách các huyện nghèo và huyện thoát nghèo thuộc 29 tỉnh. Theo danh sách này, số huyện nghèo là 85.
Cuối năm 2020, trong một số báo cáo của Quốc hội và Chính phủ, số huyện nghèo giảm xuống còn 64, ví dụ Báo cáo số 382/BC-CP ngày 20 tháng 8 năm 2020 của Chính phủ. Tuy nhiên, các huyện này gồm 56 huyện nghèo nhóm 1 trong 85 huyện nghèo và 8 huyện đã được công nhận thoát nghèo.
Tháng 3 năm 2022, Thủ tướng phê duyệt danh sách 74 huyện nghèo. Số lượng huyện nghèo tăng là do chuẩn nghèo của Việt Nam thay đổi.

## Mục tiêu
Mục tiêu của chương trình, được xác định trong Nghị quyết 30a/2008/NQ-CP. Theo đó, tỷ lệ hộ nghèo ở các huyện giảm xuống còn 40% vào năm 2010, xuống bằng mức trung bình của tỉnh vào năm 2015, và xuống bằng mức trung bình của khu vực vào năm 2020. Thu nhập bình quân của các hộ ở huyện nghèo vào năm 2020 sẽ cao gấp 5,6 lần hiện nay. Tỷ lệ lao động nông thôn được tập huấn và đào tạo đạt trên 25% vào năm 2010, trên 40% vào năm 2015, trên 50% vào năm 2020. Đến năm 2020, giao thông sẽ thông suốt 4 mùa tới hầu hết các xã và cơ bản có đường ô tô tới các thôn, bản đã được quy hoạch; điện sinh hoạt được cung cấp cho hầu hết dân cư; điều kiện học tập, chữa bệnh, sinh hoạt văn hoá, tinh thần, giữ gìn bản sắc văn hoá dân tộc được cơ bản đảm bảo.

## Biện pháp
Chính phủ đề ra 4 nhóm biện pháp để thực hiện các mục tiêu đã đề ra.
1. Hỗ trợ sản xuất, tạo việc làm, tăng thu nhập (bao gồm cả đưa người lao động ở huyện nghèo đi lao động ở nước ngoài
2. Đào tạo, dạy nghề, nâng cao dân trí
3. Bổ sung nguồn lực con người ở các cấp quản lý và các tổ công tác
4. Đầu tư cơ sở hạ tầng ở cả cấp thôn/bản, xã, huyện

Ngoài ra còn có các biện pháp như đề nghị các tập đoàn kinh tế nhà nước "đỡ đầu" các huyện nghèo.
Chính phủ đã giao cho Bộ Lao động - Thương binh và Xã hội là cơ quan thường trực thực hiện Chương trình.
Trung ương Đoàn Thanh niên Cộng sản Hồ Chí Minh chủ trương vận động thanh niên tình nguyện về giúp đỡ các huyện nghèo.
(Xem chi tiết trong nội dung Nghị quyết 30a/2008/NQ-CP)

## Danh sách huyện nghèo

### Danh sách huyện nghèo giai đoạn 2018 - 2020
| Tỉnh        | Số huyện nghèo | Tên huyện                                                                          |
| ----------- | -------------- | ---------------------------------------------------------------------------------- |
| Hà Giang    | 7              | Đồng Văn, Mèo Vạc, Yên Minh, Quản Bạ, Hoàng Su Phì, Xín Mần, Bắc Mê                |
| Tuyên Quang | 2              | Lâm Bình, Na Hang                                                                  |
| Cao Bằng    | 8              | Bảo Lâm, Bảo Lạc, Hà Quảng, Hạ Lang, Nguyên Bình, Quảng Uyên, Thạch An, Thông Nông |
| Lạng Sơn    | 3              | Bình Gia, Đình Lập, Văn Quan                                                       |
| Lào Cai     | 4              | Si Ma Cai, Mường Khương, Bắc Hà, Sa Pa                                             |
| Yên Bái     | 2              | Mù Cang Chải, Trạm Tấu                                                             |
| Bắc Kạn     | 2              | Pác Nặm, Ngân Sơn                                                                  |
| Bắc Giang   | 1              | Sơn Động                                                                           |
| Sơn La      | 4              | Sốp Cộp, Bắc Yên, Mường La, Vân Hồ                                                 |
| Lai Châu    | 4              | Mường Tè, Nậm Nhùn, Phong Thổ, Sìn Hồ                                              |
| Điện Biên   | 7              | Điện Biên Đông, Mường Nhé, Nậm Pồ, Tủa Chùa, Mường Ảng, Mường Chà, Tuần Giáo       |
| Hòa Bình    | 1              | Đà Bắc                                                                             |
| Thanh Hóa   | 6              | Lang Chánh, Thường Xuân, Quan Hóa, Quan Sơn, Mường Lát, Bá Thước                   |
| Nghệ An     | 4              | Kỳ Sơn, Tương Dương, Quế Phong, Quỳ Châu                                           |
| Quảng Bình  | 1              | Minh Hóa                                                                           |
| Quảng Trị   | 1              | Đakrông                                                                            |
| Quảng Nam   | 6              | Bắc Trà My, Nam Trà My, Tây Giang, Phước Sơn, Đông Giang, Nam Giang                |
| Quảng Ngãi  | 5              | Trà Bồng, Sơn Tây, Minh Long, Tây Trà, Ba Tơ                                       |
| Bình Định   | 3              | An Lão, Vĩnh Thạnh, Vân Canh                                                       |
| Khánh Hòa   | 2              | Khánh Sơn, Khánh Vĩnh                                                              |
| Ninh Thuận  | 1              | Bác Ái                                                                             |
| Kon Tum     | 3              | Tu Mơ Rông, Kon Plông, Ia H'Drai                                                   |
| Gia Lai     | 1              | Kông Chro                                                                          |
| Đắk Lắk     | 2              | M'Drắk, Lắk                                                                        |
| Đắk Nông    | 2              | Đắk Glong, Tuy Đức                                                                 |
| Lâm Đồng    | 1              | Đam Rông                                                                           |
| Tiền Giang  | 1              | Tân Phú Đông                                                                       |
| Trà Vinh    | 1              | Trà Cú                                                                             |

Danh sách 56 huyện nghèo cuối giai đoạn 2018 - 2020 theo Báo cáo số 382 ngày 20 tháng 8 năm 2020 của Chính phủ (đã loại 8 huyện thoát nghèo).
| Tỉnh        | Số huyện nghèo | Tên huyện                                                        |
| ----------- | -------------- | ---------------------------------------------------------------- |
| Bắc Giang   | 1              | Sơn Động                                                         |
| Bắc Kạn     | 2              | Ngân Sơn, Pác Nặm                                                |
| Bình Định   | 3              | An Lão, Vĩnh Thạnh, Vân Canh                                     |
| Cao Bằng    | 5              | Bảo Lâm, Bảo Lạc, Hà Quảng, Hạ Lang, Thông Nông                  |
| Điện Biên   | 5              | Điện Biên Đông, Mường Ảng, Mường Nhé, Nậm Pồ, Tủa Chùa           |
| Hà Giang    | 6              | Đồng Văn, Hoàng Su Phì, Mèo Vạc, Quản Bạ, Xín Mần, Yên Minh      |
| Hòa Bình    | 1              | Đà Bắc                                                           |
| Khánh Hòa   | 2              | Khánh Sơn, Khánh Vĩnh                                            |
| Kon Tum     | 2              | Kon Plông, Tu Mơ Rông                                            |
| Lai Châu    | 4              | Mường Tè, Nậm Nhùn, Phong Thổ, Sìn Hồ                            |
| Lâm Đồng    | 1              | Đam Rông                                                         |
| Lạng Sơn    | 3              | Bình Gia, Đình Lập, Văn Quan                                     |
| Lào Cai     | 3              | Bắc Hà, Mường Khương, Si Ma Cai                                  |
| Nghệ An     | 3              | Kỳ Sơn, Tương Dương, Quế Phong                                   |
| Ninh Thuận  | 1              | Bác Ái                                                           |
| Quảng Bình  | 1              | Minh Hóa                                                         |
| Quảng Nam   | 3              | Nam Trà My, Phước Sơn, Tây Giang                                 |
| Quảng Ngãi  | 5              | Ba Tơ, Minh Long, Sơn Tây, Tây Trà, Trà Bồng                     |
| Quảng Trị   | 1              | Đakrông                                                          |
| Sơn La      | 3              | Bắc Yên, Mường La, Sốp Cộp                                       |
| Thanh Hóa   | 6              | Bá Thước, Lang Chánh, Mường Lát, Quan Hóa, Quan Sơn, Thường Xuân |
| Tuyên Quang | 2              | Lâm Bình, Na Hang                                                |
| Yên Bái     | 2              | Mù Cang Chải, Trạm Tấu                                           |

### Danh sách huyện nghèo giai đoạn 2021 - 2025
Năm 2022, Thủ tướng Chính phủ xác định có 74 huyện thuộc 26 tỉnh là huyện nghèo. 73 huyện trong số này là các huyện miền núi. Chỉ có Tri Tôn là huyện đồng bằng. Các tỉnh có nhiều huyện nghèo nhất là Hà Giang, Điện Biên, Cao Bằng đều cùng có bảy huyện nghèo trong tỉnh. Tiếp đến là Thanh Hóa, Quảng Nam đều cùng có sáu huyện nghèo. Lai Châu, Lào Cai và Nghệ An mỗi tỉnh có bốn huyện nghèo.